# Église Saint-Pierre-ès-Liens de Collongues
L'église Saint-Pierre-ès-Liens de Collongues est une église catholique d'architecture romane située à Collongues, lieu-dit de la commune de Villeneuve-sur-Lot. Elle est dédiée à saint Pierre aux liens et dépend de la paroisse Saint-Joseph-de-Villeneuve du diocèse d'Agen.

## Histoire et description
L'église Saint-Pierre-ès-Liens est construite au XIIe siècle, comme étape sur un chemin jacquaire, et reconstruite au XVIe siècle.
Cette église de pierre se présente sous la forme d'une nef unique avec un chevet plat, précédé d'un arc triomphal. Quelques motifs végétaux de pierre sont visibles à l'intérieur.
L'édifice est surmonté d'un clocher à pignon avec une seule cloche baptisée sainte Cécile et datant de 1605. La niche du pignon est ornée d'un cadran solaire datant de 1651. L'entrée du côté Sud est surmontée d'un auvent de tuiles rondes, comme le reste de la toiture.
L'église Saint-Pierre-ès-Liens est en cours de restauration depuis 2017.